# Algernon Woodcock
Algernon Woodcock est une série de bande dessinée fantastique. Le personnage, un homme de petite taille au grand chapeau, vient de faire ses études de médecine en Écosse à un moment du XIXe siècle. Au cours de ses déplacements dans le pays avec son ami, il entre en contact avec des créatures fantastiques et acquiert la faculté de voir le monde des fées qui est normalement caché aux yeux des hommes.
Le même personnage apparaît dans une série parallèle, les Contes des Hautes Terres.
- Scénario : Mathieu Gallié
- Dessins et couleurs : Guillaume Sorel

## Description

### Synopsis
L'histoire se compose de quatre cycles, dont le dernier est inachevé.

#### L'Œil Fé
Algernon Woodcock est un jeune homme vif et intelligent fraîchement émoulu de ses études de médecine à Édimbourg, à un moment du XIXe siècle. Il est de très petite taille mais porte un chapeau haut de forme gigantesque. Il décide d'accompagner à Oban son ami et condisciple William McKennan, qui va y assurer son premier poste comme remplaçant. Dans cette ville portuaire ils découvrent l'univers des marins et leurs légendes.
Tandis que William a fort à faire avec ses malades, Algernon se retrouve appelé à accoucher d'urgence la femme d'un armateur de la ville. Cette femme, connue comme une riche étrangère à l'origine de la fortune de l'armateur, vit recluse chez elle et se protège du soleil par de grandes tentures, et elle-même est couverte des pieds à la tête, laissant seuls ses yeux découverts. Algernon conduit son accouchement avec succès.
Mais peu après, de façon inexpliquée, il se met à avoir des douleurs persistantes à l'œil droit. À son grand effroi, il se rend compte que les remèdes scientifiques ne sont d'aucun secours et qu'il commence à avoir des visions étranges. Il se souvient avoir frotté son œil avec son doigt, et qu'auparavant il avait trempé ce doigt dans un onguent qui traînait chez l'armateur. Une guérisseuse habitant dans la lande lui apprend qu'il possède l'œil fé, qui permet de voir le monde des fées. Il est obligé de porter un cache-œil par-dessus.
Il se précipite chez l'armateur, mais il n'y a plus personne. En inspectant la maison abandonnée, il découvre que la femme de l'armateur était en fait une sirène. En fouillant il parvient à trouver le passage qu'elle utilisait pour partir dans la mer, et de l'autre côté il rencontre le couple. La sirène lui déclare qu'elle a déjà enfreint la règle des fées en se mariant, et qu'elle l'enfreindra de nouveau en lui laissant son pouvoir ; puis le couple disparaît dans les flots.

#### Sept Cœurs d'Arran
Cinq ans après les précédents événements, Algernon Woodcock a repris le cours normal de sa vie et est devenu professeur de médecine à Édimbourg. Alors qu'il va faire passer des examens, un individu se présente à lui et lui annonce brutalement qu'il est réquisitionné par un juge dans le cadre d'une enquête à l'île d'Arran, il est en devoir de s'y rendre. Il y va avec son fidèle ami William McKennan.
Une fois sur place, il est chargé par le juge de conduire l'accouchement d'une prisonnière, qui est enceinte mais qui vient d'être condamnée à mort pour des meurtres épouvantables : elle a tué, mutilé et arraché le cœur de sept jeunes filles. Déjà mal à l'aise, Algernon découvre en plus que la prisonnière est une fée, et que ce n'est pas un hasard s'il a été convoqué.
Il procède à l'accouchement mais ne peut éviter la mort de la prisonnière, elle a juste le temps de lui parler et lui fait promettre de ne pas livrer le nouveau-né au juge. Il tente d'emporter l'enfant mais le juge, devenant fou et n'obéissant plus à rien, le fait tuer par son assistant, en fait son complice.
Le juge et l'assistant s'enfuient à travers les collines. Algernon, qui n'était que blessé, et son ami partent à leur poursuite et les rattrapent pendant la nuit. Ils découvrent que le juge est le grand-père de l'enfant et cherche à l'enlever. Mais à leur surprise, l'assistant tue le juge et les laisse partir. Il était en fait du monde des fées aussi. Algernon est contacté par des animaux de la lande, il enlève son cache-œil et voit apparaître le monde des fées. Il voit le roi et la reine partir du pays, et l'enfant qu'il a est en fait le leur, il a pour mission de le garder jusqu'à ce qu'il soit prêt.

### Personnages
- Algernon Woodcock, un jeune médecin qui entre en contact avec le monde des fées,
- William McKennan, son fidèle ami,
- John Penduick, armateur, un ancien marin qu'une sirène a sauvé d'un naufrage et qui l'a épousée,
- Izora Penduick, la sirène, épouse de l'armateur,
- Mebdh Penduick, leur fille, venant de naître,
- Thomas Maskew, le juge qui convoque Algernon à l'île d'Arran,
- Ontzlake Browne, l'assistant du juge,
- Keridwen Murray, la prisonnière enceinte.

### Autour de l'histoire
Les cinq bateaux de l'armateur ont des noms en relation avec les créatures marines :
- Mermaid : sirène en anglais,
- Sirène : la créature de la mythologie grecque,
- Ondine : génie des eaux dans la mythologie germanique,
- Selkie : des créatures aquatiques dans le folklore des Shetlands,
- Marie Morgane : fées des eaux dans le folklore breton.

Dans le second cycle, le juge est présenté comme responsable de la région du Strathclyde, qui a existé comme sub-division de l'Écosse de 1975 à 1996.

## Publications en français

### Albums
- 1 L'Œil fé - première partie[1], Delcourt, Terres de Légendes, 2002
Scénario : Mathieu Gallié - Dessin et couleurs : Guillaume Sorel - (ISBN 978-2-84055-791-3)
- 2 L'Œil fé - seconde partie, Delcourt, Terres de Légendes, 2003
Scénario : Mathieu Gallié - Dessin et couleurs : Guillaume Sorel - (ISBN 978-2-84789-013-6)
- 3 Sept Cœurs d'Arran - première partie, Delcourt, Terres de Légendes, 2004
Scénario : Mathieu Gallié - Dessin et couleurs : Guillaume Sorel - (ISBN 978-2-84789-221-5)
- 4 Sept Cœurs d'Arran - seconde partie, Delcourt, Terres de Légendes, 2005
Scénario : Mathieu Gallié - Dessin et couleurs : Guillaume Sorel - (ISBN 978-2-84789-771-5)
- 5 Alisandre le Bel, Delcourt, Terres de Légendes, 2007
Scénario : Mathieu Gallié - Dessin et couleurs : Guillaume Sorel - (ISBN 978-2-7560-0610-9)
- 6 Le Dernier Matagot - première partie, Delcourt, Terres de Légendes, 2011
Scénario : Mathieu Gallié - Dessin et couleurs : Guillaume Sorel - (ISBN 978-2-7560-0609-3)

## Publications à l'étranger

### Albums
Aux Pays-Bas
- 1 Het Behekste oog - eerste deel, Arboris, 2005
Scénario : Mathieu Gallié - Dessin et couleurs : Guillaume Sorel